# Popovac (Veliko Gradište)
Popovac es un pueblo ubicado en el municipio de Veliko Gradište, en el distrito de Braničevo, Serbia.

## Superficie
Posee una superficie de 4,247 kilómetros cuadrados.

## Demografía
Hasta 2011 la población era de 162 habitantes, con una densidad de población de 38,15 habitantes por kilómetro cuadrado.